# Air Nova

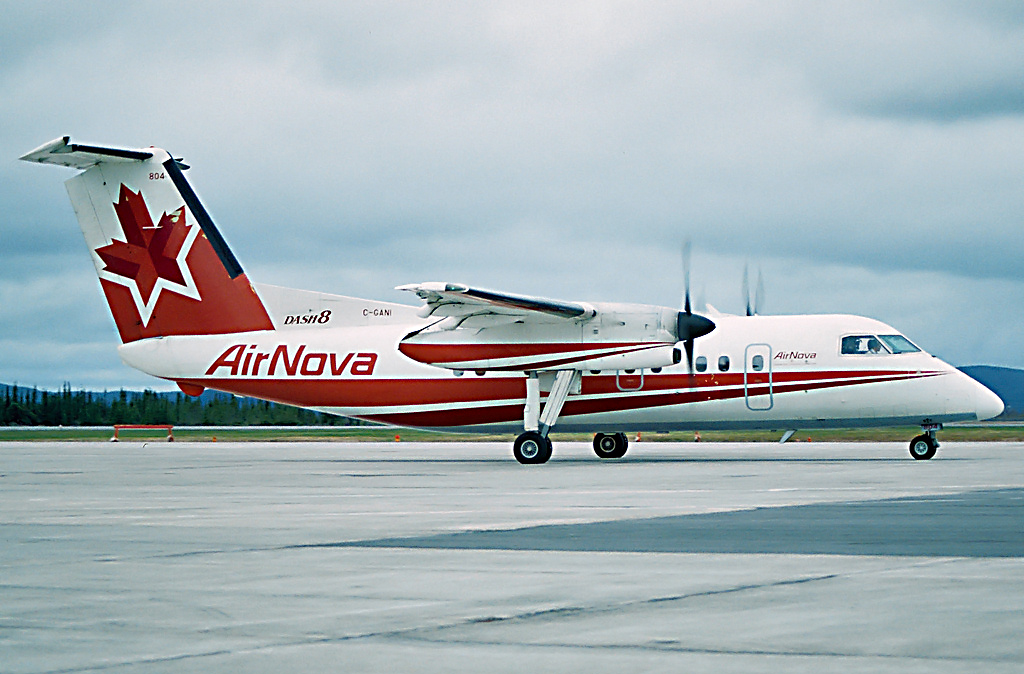
De Havilland Canada Dash 8-102

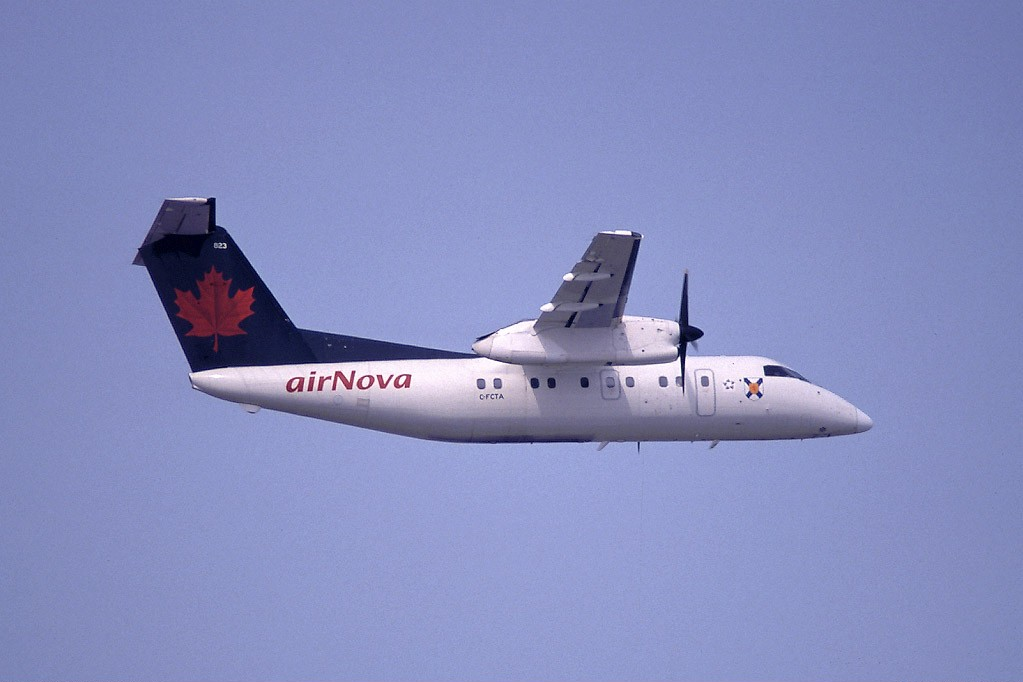
De Havilland Canada Dash 8-102

Air Nova était une compagnie aérienne basée à Enfield, en Nouvelle-Écosse, au Canada, qui a été intégrée à Air Canada Régional en 2001. En 2002, la fusion d'Air BC, d'Air Ontario, d'Air Nova et des Lignes aériennes Canadien Régional a été finalisée avec le lancement d'un nouveau nom et d'une nouvelle marque - Air Canada Jazz.

## Histoire
Après la consolidation d'Air Alliance, Air Nova desservait 28 destinations dans l'est du Canada et des États-Unis.
Air Nova était une filiale à part entière d'Air Canada.

## Flotte
Au moment de sa fusion en 2000, la flotte d'Air Nova se compose des appareils suivants :
| Avion                          | En service |
| ------------------------------ | ---------- |
| De Havilland Canada Dash 8-100 | 24         |
| Bae 146-200                    | 5          |
| Beechcraft 1900D               | 5          |
| Total                          | 34         |